# Rue Linhartská
 (novembre 2024).
Si vous disposez d'ouvrages ou d'articles de référence ou si vous connaissez des sites web de qualité traitant du thème abordé ici, merci de compléter l'article en donnant les références utiles à sa vérifiabilité et en les liant à la section « Notes et références ».
La rue Linhartská est une voie de la ville de Prague. Située dans la Vieille Ville, elle relie la place Mariánské náměstí (en) et la rue U Radnice.

## Origine du nom
Le nom de la rue est dérivé de l'église locale Saint-Linhart, construite au XIIe siècle et démolie en 1798 à la suite des réformes de l'empereur Joseph II.

## Histoire
Au cours de l'histoire, une partie de la rue faisant partie de l'itinéraire du marché sur la place de la Vieille-Ville possède des noms différents : au XIVe et XVe siècles, elle se nomme Marché aux volailles (ou Nouveau marché aux poulets) puis plus tard Dans les cuisines. Au XVIIIe siècle, elle prend le nom de Linhartský pláček (ou Linhartské náměstí). Depuis 1928, elle se nomme rue Linhartská et est créée lors de la construction du nouvel hôtel de ville de Prague, de 1908 à  1911.

## Bâtiments remarquables et lieux de mémoire
- Nouvel hôtel de ville de Prague au no 1
- Maison U Pštrosů au no 2
- Maison U tří Uhru au no 4
- Maison à Kurník au no 6
- Palais Clam-Gallas, bâtiment à l'angle des rues Mariánská náměstí et Linhartská